# FGF2
FGF2 (англ. Fibroblast growth factor 2) – білок, який кодується однойменним геном, розташованим у людей на короткому плечі 4-ї хромосоми. Довжина поліпептидного ланцюга білка становить 288 амінокислот, а молекулярна маса — 30 770.
| 10         |  | 20         |  | 30         |  | 40         |  | 50         |
| ---------- |  | ---------- |  | ---------- |  | ---------- |  | ---------- |
| MVGVGGGDVE |  | DVTPRPGGCQ |  | ISGRGARGCN |  | GIPGAAAWEA |  | ALPRRRPRRH |
| PSVNPRSRAA |  | GSPRTRGRRT |  | EERPSGSRLG |  | DRGRGRALPG |  | GRLGGRGRGR |
| APERVGGRGR |  | GRGTAAPRAA |  | PAARGSRPGP |  | AGTMAAGSIT |  | TLPALPEDGG |
| SGAFPPGHFK |  | DPKRLYCKNG |  | GFFLRIHPDG |  | RVDGVREKSD |  | PHIKLQLQAE |
| ERGVVSIKGV |  | CANRYLAMKE |  | DGRLLASKCV |  | TDECFFFERL |  | ESNNYNTYRS |
| RKYTSWYVAL |  | KRTGQYKLGS |  | KTGPGQKAIL |  | FLPMSAKS   |  |            |

A: Аланін

C: Цистеїн

D: Аспарагінова кислота

E: Глутамінова кислота

F: Фенілаланін

G: Гліцин

H: Гістидин

I: Ізолейцин

K: Лізин

L: Лейцин

M: Метіонін

N: Аспарагін

P: Пролін

Q: Глутамін

R: Аргінін

S: Серин

T: Треонін

V: Валін

W: Триптофан

Кодований геном білок за функціями належить до факторів росту, мітогенів, білків розвитку, фосфопротеїнів. 
Задіяний у таких біологічних процесах як ангіогенез, диференціація. 
Білок має сайт для зв'язування з молекулою гепарину. 
Локалізований у ядрі.
Також секретований назовні.
Рекомбінантний людський FGF2 (трафермін) є лікарським засобом, що використовується для лікування виразок та опіків.